# Мнимая садовница
«Мнимая садовница» (итал. La finta giardiniera, KV 196) — опера-буффа В. А. Моцарта в трёх актах.
Премьера состоялась 13 января 1775 года в Мюнхене.
Авторство либретто достоверно не определено; есть версия, что либретто написано А. Кольтеллини по пьесе Раньеро де Кальцабиджи или Джузеппе Петроселлини.

## История создания
Работа над оперой началась в сентябре 1774 г., и уже 13 января 1775 г. в мюнхенском театре Сальвадор состоялась премьера, сопровождавшаяся шумным успехом.
В 1774 г. в Риме была поставлена одноимённая опера, написанная композитором Паскуале Анфосси, но никакого влияния на оперу Моцарта она не оказала.
В 1779 г. Моцарт переделал оперу в немецкий зингшпиль (Der gärtnerin aus Liebe, нем. «Влюблённая садовница»), для чего переписал часть музыки. В этой редакции опера исполнялась вплоть до 1978 г., пока не был найден текст итальянской версии.

## Действующие лица
| Роли                                                                        | Голос   | Участники премьеры 13 января 1775 (Дирижёр: Йоханн Непомук Крёнер) |
| --------------------------------------------------------------------------- | ------- | ------------------------------------------------------------------ |
| Дон Анхиз, подеста Лагонеро, влюблённый в Сандрину                          | тенор   | Августин Зутор                                                     |
| Маркиза Виоланта Онести (Сандрина), служит в доме Дона Анхиза садовницей    | сопрано | Роза Мансервизи                                                    |
| Арминда, племянница подесты, невеста Бельфьоре, ранее помолвленная с Рамиро | сопрано | Госпожа Зутор                                                      |
| Бельфьоре, жених Арминды                                                    | тенор   | Джованни Валези                                                    |
| Рамиро, отвергнутый жених Арминды                                           | сопрано | Томмазо Консоли                                                    |
| Серпетта, служанка подесты, влюблённая в него                               | сопрано | Терезина Мансервизи                                                |
| Роберто (Нардо), Слуга Виоланты, также под видом садовника                  | баритон | Джованни Росси                                                     |

## Синопсис

### Акт 1
Подеста, кавалер Рамиро и Серпетта спускаются по лестнице, в то время как Сандрина и Нардо работают в саду. Вместе они хвалят прекрасный день, но их счастье притворно  ("Che lieto giorno").
Сандрина переживает, потому что Дон Анчисе, Подеста, влюблен в неё. Нардо расстроен: Серпетта дразнит его, но отказывается отвечать на его чувства.
Кавалеру Рамиро горько из-за Арминды. Подеста пытается утешать Рамиро, но Рамиро можете думать ни о ком, кроме Арминды ("Se l'augellin sen fugge").
Наедине, Дон Анчисе признаётся в любви к Сандрине ("Dentro Il Mio Petto"). Сандрина отказывается от его ухаживаний так вежливо, как это возможно.

## Состав оркестра
Партитура Моцарта включает:
- 2 флейты, 2 гобоя, 2 фагота
- 2 валторны, 2 трубы
- Литавры
- Струнные.

Бас континуо:
- клавесин и виолончель

## Музыкальные номера
- Увертюра
- Первый акт
  - N 1 Интродукция
  - N 2 Se l’augellin sen fugge — Рамиро
  - N 3 Dentro il mio petto — Дон Анхиз
  - N 4 Noi donne poverine — Сандрина
  - N 5 A forza di martelli — Нардо
  - N 6 Che beltà, che leggiadria — Бельфьоре
  - N 7 Si promette facilmente — Арминда
  - N 8 Da Sirocco a tramontana — Бельфьоре
  - N 9 Un marito, o dio — Серпетта, Нардо
  - N 10 Appena mi vedon — Серпетта
  - N 11 Geme la tortorella — Сандрина
  - N 12 Финал первого акта
- Второй акт
  - N 13 Vorrei punirti indegno — Арминда
  - N 14 Con un vezzo all’Italiana — Нардо
  - N 15 Care pupille — Бельфьоре
  - N 16 Una voce sento al core — Сандрина
  - N 17 Una damina, una nipote — Дон Анхиз
  - N 18 Dolce d’amor compagna speranza — Рамиро
  - N 19 Ah non partir…Già divento freddo — Бельфьоре
  - N 20 Chi vuol godere il mondo — Серпетта
  - N 21 Crudeli, fermate — Сандрина
  - N 22 Ah dal pianto — Сандрина
  - N 23 Финал второго акта
- Третий акт
  - N 24 Mirate che constrasto — Нардо
  - N 25 Mio padrone, io dir volevo — Дон Анхиз
  - N 26 Va pure ad altri in braccio — Рамиро
  - N 27 Dove mai son! Сандрина — Бельфьоре
  - N 28 Финал